# La Chapelle Rhénane
La Chapelle Rhénane est un ensemble français de musique baroque.

## Histoire et répertoire
Créée en 2001, la Chapelle Rhénane est un ensemble de chanteurs et instrumentistes solistes dirigé par le ténor Benoît Haller.
L’ensemble interprète notamment les œuvres d’Heinrich Schütz, de Johann Sebastian Bach, Samuel Capricornus et Dietrich Buxtehude.
Depuis 2007, la Chapelle Rhénane s’est produite dans de nombreuses grandes salles françaises, telles que la Cité de la musique à Paris, le théâtre des Gémeaux à Sceaux, l’Arsenal de Metz, l'Abbaye de Royaumont ou encore dans les festivals de Sarrebourg, Sablé sur Sarthe, Saint-Riquier, La Chaise Dieu, Sinfonia en Périgord, Ars Cameralis de Katowice (Pologne), La Folle journée de Nantes, Tage Alter Musik de Regensburg (Allemagne), au festival d'Arts Sacrés à Evron, au festival de Valloire.
Cinq disques de la Chapelle Rhénane ont vu le jour sous le label K617 : Outre un album dédié au « Theatrum Musicum et aux Leçons de Ténèbres » de Samuel Capricornus, trois autres ont été consacrés à Heinrich Schütz : « Deuxième Livre de Symphoniæ Sacræ » en 2004, « Magnificat d’Uppsala et autres œuvres sacrées » en 2006, et enfin « Histoire de la Résurrection & Musikalische Exequien ». Tous ces disques ont été accueillis avec enthousiasme par la presse spécialisée, recueillant au total quatre « Diapason d’or », un « Diapason d’or de l’année » en 2007, deux « 10 de Répertoire », un « Choc du Monde de la Musique », et un « Editor’s Choice de Gramophone ».
Un sixième album est paru en 2012 chez K617 : Psalmen Davids d'Heinrich Schütz critiqué dans Le Nouvel Observateur du 7 juin 2012 :
« Ces chœurs brillants, tendus, presque durs dans leur foi de roc, allemands d'origine mais italiens de cœur et de source, ont trouvé dans Benoît Haller un interprète survolté. Orchestration rutilante, alternance rapide de solos et de tutti, percussions... Tout est fait pour que le son devienne lumière, et que la prière devienne danse ! » Jacques Drillon
Un nouvel album, enregistrement live, de la Chapelle Rhénane a été publié avec le label K617, MESSIAH, Georg Friedrich Händel, sortie le 26 mars 2013.
En janvier 2018, l'ensemble se produit sur les scènes nationales du Grand Théâtre de Provence d'Aix-en-Provence et de la MC2 de Grenoble.
La Chapelle Rhénane donne la Passion selon Saint Matthieu de Johann Sebastian Bach dans le cadre du Bachfest Leipzig le 14 juin 2018. Le concert a lieu à la Thomaskirche de Leipzig, lieu de la création de l'œuvre. 

## Saison à Strasbourg
La Chapelle Rhénane réalise une saison de concerts à Strasbourg depuis 2015. Elle y présente notamment la Messe en Si mineur de Jean Sébastien Bach en septembre 2015, l'opéra King Arthur d'Henry Purcell en février 2016 et la Passion selon Saint Matthieu de Jean Sébastien Bach en mars 2018,,. L'ensemble collabore avec l'Opéra national du Rhin pour la première fois en 2017 avec la création de l'opéra "jeune public" Mouton de Sophie Kassies sur des œuvres de Georg Friedrich Hændel, Henry Purcell et Claudio Monteverdi. 

## Action culturelle
Depuis 2007, la Chapelle Rhénane réalise un important travail de sensibilisation du jeune public. Durant l'année scolaire 2017-2018, l'ensemble a produit une version adaptée de l'opéra King Arthur d'Henry Purcell avec 450 élèves du quartier de la Meinau à Strasbourg. Ce travail a abouti à une représentation le 23 juin 2018 sur la scène de Pôle Sud à Strasbourg,. 
La Chapelle Rhénane est adhérente de l'association Tôt ou t'Art qui favorise l'insertion des personnes en situation d'exclusion sociale par le biais de l'accès à la culture.

## Récompenses
- Le magazine Diapason a décerné un Diapason d'Or aux albums
  - Symphoniæ Sacræ dans son édition de décembre 2004,
  - Theatrum Musicum & Leçons de Ténèbres en août 2006,
  - Histoire de la Résurrection & Musikalische Exequien en décembre 2007.
- Le magazine Diapason a décerné un Diapason d'Or de l'Année 2006 à l'album
  - Magnificat d'Uppsala et autres œuvres sacrées en janvier 2007.
- Le magazine Le Monde de la musique a décerné un Choc du Monde de la Musique à l'album
  - Theatrum Musicum & Leçons de Ténèbres en août 2006.
- Le magazine Classica a décerné un 10 de Répertoire aux albums
  - Symphoniæ Sacræ dans son édition de février 2005,
  - Theatrum Musicum & Leçons de Ténèbres en août 2006.
- Le magazine Gramophone a décerné un Editor's Choice à l'album
  - Magnificat d'Uppsala et autres œuvres sacrées en mars 2007.

## Articles et commentaires de presse
- « Cette nouvelle réalisation {H. Schütz, Magnificat d’Uppsala et autres œuvres sacrées} sonne comme une consécration pour la Chapelle Rhénane, en passe de devenir une référence incontournable dans le retour au premier Baroque allemand. (…) Chaque mot se trouve impliqué, sanctifié, mais sans préjudice pour la souplesse d’une ligne de chant qui comblera d’aise les oreilles les plus critiques. » (Roger Tellart, Diapason, novembre 2006)
- « Une certaine flamme céleste brûle en eux. Le charisme de Benoît Haller est permanent, il s’attache en particulier à l’expressivité du texte comme de la musique. Mais alors que les ensembles d’Outre-Rhin (…) ont tendance à appuyer le sprech, Haller et ses complices en gomment la raucité et nous chantent un hochdeutsch assoupli et presque caressant. » (George Masson, Le Républicain lorrain, 21.10.07)
- « L’évident premier atout de la Chapelle Rhénane est le rayonnement charismatique de son chef qui sait passer de la proclamation chaleureuse à la douceur persuasive, de la rude éloquence à la délicatesse de l’enlumineur. » (Dernières Nouvelles d'Alsace)
- « Complicité est le premier mot qui vient à la plume quand on écrit sur la Chapelle Rhénane, formée de chanteurs, musiciens des deux rives du Rhin. Pendant un concert, ils se regardent, s’encouragent dans une connivence qui emballe le public. Benoît Haller et les siens donnent une lisibilité parfaite au rapport texte-musique et ouvrent cette musique à tous nos sens. » (Le Républicain lorrain)
- « Un ensemble de caractères bien trempés, rompus aux exigences du motet et du madrigal : souplesse, homogénéité, virtuosité, précision, engagement, emmenés par le ténor Benoît Haller. Un feu divin brûle en eux. » (Serge Gregory, Classica-Répertoire)
- « Chaque mot se trouve impliqué, sanctifié, mais sans préjudice pour la souplesse d’une ligne de chant qui comblera d’aise les oreilles les plus critiques. » (Roger Tellart, Diapason)
- « Benoît Haller saute à pieds joints dans cette pièce flamboyante et en extirpe des reliefs tout à fait saisissants. Les possibilités sont légion et il n’en néglige aucune. Les brumes du Nord sont balayées et laissent apparaître des tableaux brillants de soleil, cela éblouit et rassérène. » (L’Alsace)
- « Les chanteurs évoluent dans une efficacité et une expressivité sublime. C’est limpide et d’une fraîcheur qui accorde plein de petits bonheurs. Benoît Haller met toute sa puissance au service d’un registre qu’il domine parfaitement. Schütz en sort grandi et revit grâce à la Chapelle Rhénane. Le public, lui, déguste ce moment de grâce inoubliable. » (L’Alsace)